# Adela Bazo
Adela Bazo y Cunchillos (Cascante, Navarra, 1905 - Buenos Aires, 1984) fue una pintora navarra del siglo XX que desarrolló su obra entre Navarra y Argentina, lugar de emigración de la artista.  

## Biografía
Nacida en Cascante, se traslada a Madrid durante su juventud por decisión de sus padres. En Madrid, estudiará Ciencias Exactas en la Universidad Central (precedente de la actual Universidad Complutense de Madrid) y ejercerá como profesora de Matemáticas en el Instituto Lope de Vega hasta que emigra a Argentina en 1948.
Sin embargo, y al margen de su vida laboral, Adela Bazo y Cunchillos desarrolla un interés artístico por la pintura desde muy joven, siendo 1930 el año en el que empieza a desarrollar su obra. De este mismo año se conservan los tres primeros lienzos de los que tenemos constancia, dos retratos familiares y una sardinera vasca, ejemplo claro de la importancia que el origen donostiarra de sus padres jugó en su obra. En 1931 realizará tres nuevas pinturas al óleo, presentadas en la Exposición de Artistas Vascos en San Sebastián.  
Propio de los primeros años formativos de una pintora, Adela será una de las copistas navarras del Museo Nacional del Prado, quedando registradas copias en 1929, 1930 y 1945. Cuatro son los cuadros que sabemos que Adela copio de este museo: La Vendimia y La maja y los embozados (Goya), La Última Cena (Juan de Juanes), y La Dolorosa (Murillo). 
A raíz de sus primeros trabajos, la Real Academia de Bellas Artes de San Fernando le concedió en 1944 la beca Conde de Cartagena, gracias a la cual desarrollará parte de sus estudios en el extranjero. Un año más tarde consigue la tercera medalla en la Exposición Nacional de Bellas Artes gracias a su obra “Paisaje gallego”.
Unos años más tarde, en 1948, se traslada a Argentina junto a su hermano donde recibirá una herencia familiar. Desde entonces se va a dedicar íntegramente a la pintura como profesora particular gracias a una situación económica más desahogada. Tras la crisis económica de mediados de 1940 bajo el régimen de Juan Domingo Perón intentará volver a su país natal, pero retornará finalmente a Argentina tras encontrar escasas oportunidades laborales.  
Fallecerá sola en Buenos Aires en 1984 y será enterrada en esta misma ciudad en el cementerio de la Chacarita.  

## Obra
Respecto a su obra pictórica impresionista destacan los paisajes, generalmente rurales y portuarios, los retratos, los bodegones y las escenas religiosas, devoción sobre la cual seguramente sus padres tuvieron un peso significativo.  
Destaca la espiritualidad y naturalidad de sus obras, realizadas con pinceladas suaves y rápidas que definen únicamente lo esencial de sus lienzos. Un constante juego de sombras y luces y una alta calidad interpretativa permiten llenar de vitalidad y gracia sus paisajes y bodegones.  
La variedad de paisajes representados a lo largo de su vida es reflejo de una vida llena de viajes y vivencias. Argentina representa la amplia mayoría de sus paisajes, destacando los de Mar de Plata y de la Boca. Respecto a su tierra natal, España, encontramos ejemplos paisajísticos de los Pirineos, de los ríos gallegos y de las sierras de Andalucía. Sus paisajes están llenos de luz gracias a la claridad de sus cielos. Las famosas y coloridas casa de la Boca es otra de las escenas que acostumbra a pintar.  
Así pues, el mejor ejemplo de su devoción por el barrio bonaerense de la Boca lo encontramos en sus temas portuarios. Frente a la vitalidad de sus paisajes, los puertos y barcas que componen estas obras reflejan aguas tranquilas, barcas grisáceas y paisajes oscuros y desolados. Destacar la importancia que tuvo su maestro Benito Quinquela Martín en el tratamiento de las aguas, en especial de los reflejos de los barcos en las tranquilas aguas. Ejemplos de ello son: “El ocaso pesquero”, “Tranquilidad del Plata” y “Lancha marginada”.   
Sus retratos son coloridos pero delicados, de composición bastante homogénea y realizados nuevamente con trazos suaves. Destaca entre todos ellos uno de su madre que podemos encontrar en el Museo de Navarra.  
Vaga y raramente incorpora elementos que dotan de una mayor vitalidad a sus escenas, tales como flores, abanicos y libros.  
Sus obras, además de numerosas, se encuentran esparcidas por todo el mundo entre colecciones públicas y privadas. Una parte importante de su obra se encuentra en el Museo de Navarra tras una donación de su familia en la última década del siglo XX. Además, encontramos ejemplos de su obra en países tan diversos como Argentina, Italia, Francia, Portugal, Alemania y Dinamarca entre otros.

## En la actualidad
La repercusión de su figura artística ha significado que su nombre se tenga en cuenta para el nombramiento de nuevas calles en la ciudad de Pamplona. Situada en el barrio de Lezkairu, forma parte de un programa que busca dar repercusión y valor a mujeres importantes de la historia de esta ciudad. 

## Exposiciones
- 1949. Buenos Aires, Galería Witcomb.

- 1950. Buenos Aires. Galería Witcomb.
- 1950. San Salvador de Jujuy, Salas de la Comisión Provincial de Cultura.
- 1950. Resistencia, Centro Cultural Humanístico.
- 1952. Buenos Aires, Galería Serra.
- 1955. Montevideo, Club Español.
- 1961. Buenos Aires, Salón de Exposiciones de Pinturería Colón.
- 1966. Mar del Plata, Club Pueyrredón, invitada por el diario La Nación.
- 1966. Buenos Aires. Salón Sarasate del Centro Navarro. El día de su inauguración intervienen en su honor el presidente del Centro Sr. D. José Peralta, y el cónsul general de España, D. Marcial Rodríguez Cebral.
- 1967. Buenos Aires, Alvear Palace Hotel, con el patrocinio de la Unión Universal de Madres.
- 1975. Buenos Aires, Galería de Arte Goya del Instituto Argentino-Hispánico.
- 1979. Buenos Aires, Instituto Argentino Hispánico, con el patrocinio de la Agencia Española de Cooperación Internacional (Madrid)..
- Participó también en exposiciones colectivas realizadas en París, Roma, Lisboa, Barcelona, y San Sebastián. En Buenos Aires, participó en 1950 en una muestra presentada en el Salón Nacional, y, en 1965, en otra hispano-argentina que se inauguró en el City Hotel, donde exhibió el paisaje portuario titulado “El Riachuelo” y “Otoñal”. También estuvo presente en la Bienal de Cuba, con “Catedral Jujeña” y “Caballero español”.[4]

## Galería de imágenes
|                                         |
| Mi Madre, Óleo sobre lienzo. 60 x 55 cm |

|                                             |
| La cosecha, Óleo sobre lienzo. 58 x 74,5 cm |

|                                          |
| Las rosas, Óleo sobre cartón. 40 x 50 cm |

|                                                              |
| Neologismo o Pájaros y flores, Óleo sobre cartón. 65 x 45 cm |

|                                                      |
| Balcones de Navarra, Óleo sobre tela. 63,5 x 54,5 cm |

|                                          |
| El jardín, Óleo sobre lienzo. 39 x 49 cm |

|                                               |
| El Riachuelo, Óleo sobre cartón. 45,5 x 55 cm |

|                                               |
| Torso femenino, Óleo sobre lienzo. 72 x 59 cm |